# مارسيلين داي
مارسيلين داي (بالإنجلزية:Marceline Day) (مواليد 24 أبريل 1908 - وفيات 16 فبراير 2000). ممثلة سينمائية أمريكية . بدأت مسيرتها المهنية عندما كانت طفلة في عام 1924 واعتزلت عام 1933 .

## روابط خارجية
- مارسيلين داي على موقع IMDb (الإنجليزية)
- مارسيلين داي على موقع ألو سيني (الفرنسية)
- مارسيلين داي على موقع أول موفي (الإنجليزية)
- مارسيلين داي على موقع قاعدة بيانات الأفلام السويدية (السويدية)
- مارسيلين داي على موقع قاعدة بيانات الفيلم (الإنجليزية)
- مارسيلين داي على موقع كينوبويسك (الروسية)
- Marceline Day at Silents Are Golden
- Marceline Day at Silent Era People
- Marceline Day at the New York Times Movies
- Marceline Day at Virtual History
- قالب:FAG